# Đền Bulanda

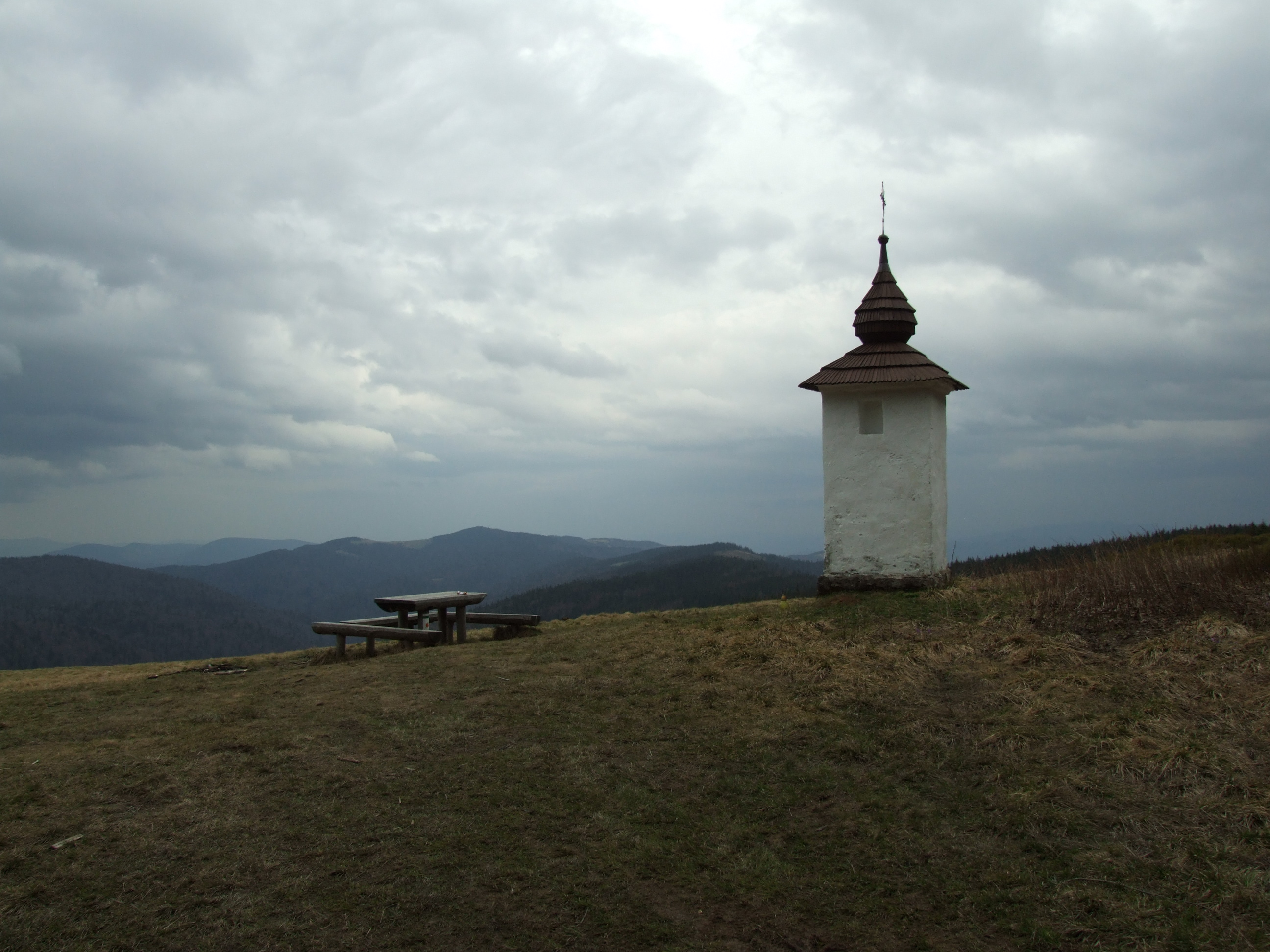
Đền Bulanda

Đền Bulanda hay nhà nguyện Bulanda (tiếng Ba Lan: Kapliczka Bulandy) là một ngôi đền nằm ở một khoảng đất trống trên đồi Jaworzyna Kamienicka, đây là đỉnh núi cao thứ hai của dãy núi Gorce, nằm ở phía nam của tỉnh Małopolskie, Ba Lan.

## Lịch sử
Ngôi đền Bulanda được xây dựng vào năm 1904 bởi Thomas Chlipała - một người chăn cừu nổi tiếng với việc điều trị và chữa bệnh cho người và động vật, được biết đến với cái tên là Bulanda.
Có rất nhiều truyền thuyết khác nhau về việc xây dựng ngôi đền Bulanda này. Theo đó, có truyền thuyết cho rằng, trong giấc mơ của mình, Bulanda đã nhìn thấy vô số linh hồn đang lang thang trên núi mà không có chỗ để họ sám hối với những tội lỗi mà họ đã gây ra, từ đó ông đã quyết định xây dựng một nơi để cho các linh hôn này có thể quỳ gối sám hối các lỗi lầm mà họ gây nên. Theo một hướng khác, Bulanda có một cô con gái, tuy nhiên không may cô này đã qua đời, và trong giấc mơ của mình Bulanda đã thấy con gái mình yêu cầu cha xây một nhà nguyện trong một khoảng đất trống ở trên đồi, sử dụng vật liệu có sẵn ở địa phương: đá, cát và nước suối từ suối Kamienica gần đèo Borek. Tuy nhiên, cũng có một truyền thuyết khác nói răng, đền Bulanda là nơi ông đã tìm thấy những kho báu, và ông giấu những quyển sách "ma thuật" ở dưới ngôi đền này. Một quan điểm khác lại cho rằng Bulanda đã giấu những kho báu tìm được dưới ngôi đền này, ông tin rằng Chúa sẽ bảo vệ kho báu khỏi những tên cướp.

## Vị trí
Ngôi đền hiện nay nằm trên một khoảng đất trống, bằng phẳng ở trên dãy núi Gorce, phía trước được đặt các băng ghế cho khách du lịch. Từ vị trí này, có thể nhìn rõ về Kudłoń và Gorc, và có tầm nhìn xa hơn về phía Sądecki và Wyspowy Beskids.